# Mike Van Ryn
Pour les articles homonymes, voir Ryn (homonymie).
Mike Van Ryn (né le 14 mai 1979 à London, en Ontario province du Canada) est un joueur professionnel canadien de hockey sur glace.

## Carrière

### Joueur
Van Ryn est un défenseur droitier de la Ligue nationale de hockey. Il est choisi au cours du repêchage d'entrée dans la Ligue nationale de hockey par les Devils du New Jersey au 1er tour, en 26e position. En 2000, il passe professionnel avec les Blues de Saint-Louis dans la LNH. Depuis 2003, il joue avec les Panthers de la Floride. Il met un terme à sa carrière à l'issue de la saison 2008-2009 et il devient en 2010 entraîneur-assistant des IceDogs de Niagara en Ligue de hockey de l'Ontario.

## Statistiques
| Saison     | Équipe                 | Ligue      |     | Saison régulière | Saison régulière | Saison régulière | Saison régulière | Saison régulière |    | Séries éliminatoires | Séries éliminatoires | Séries éliminatoires | Séries éliminatoires | Séries éliminatoires |
| Saison     | Équipe                 | Ligue      | PJ  | B                | A                | Pts              | Pun              | PJ               | B  | A                    | Pts                  | Pun                  |                      |                      |
| 1997-1998  | Wolverines du Michigan | NCAA       | 38  | 4                | 14               | 18               | 44               |                  |    |                      |                      |                      |                      |                      |
| 1998-1999  | Wolverines du Michigan | NCAA       | 37  | 10               | 13               | 23               | 52               |                  |    |                      |                      |                      |                      |                      |
| 1999-2000  | Sting de Sarnia        | LHO        | 61  | 6                | 35               | 41               | 34               | 7                | 0  | 5                    | 5                    | 4                    |                      |                      |
| 2000-2001  | Blues de Saint-Louis   | LNH        | 1   | 0                | 0                | 0                | 0                | --               | -- | --                   | --                   | --                   |                      |                      |
| 2000-2001  | IceCats de Worcester   | LAH        | 37  | 3                | 10               | 13               | 12               | 7                | 1  | 1                    | 2                    | 2                    |                      |                      |
| 2001-2002  | Blues de Saint-Louis   | LNH        | 48  | 2                | 8                | 10               | 18               | 9                | 0  | 0                    | 0                    | 0                    |                      |                      |
| 2001-2002  | IceCats de Worcester   | LAH        | 24  | 2                | 7                | 9                | 17               | --               | -- | --                   | --                   | --                   |                      |                      |
| 2002-2003  | Blues de Saint-Louis   | LNH        | 20  | 0                | 3                | 3                | 8                | --               | -- | --                   | --                   | --                   |                      |                      |
| 2002-2003  | IceCats de Worcester   | LAH        | 33  | 2                | 8                | 10               | 16               | --               | -- | --                   | --                   | --                   |                      |                      |
| 2002-2003  | Rampage de San Antonio | LAH        | 11  | 0                | 3                | 3                | 20               | 3                | 0  | 0                    | 0                    | 0                    |                      |                      |
| 2003-2004  | Panthers de la Floride | LNH        | 79  | 13               | 24               | 37               | 52               | --               | -- | --                   | --                   | --                   |                      |                      |
| 2005-2006  | Panthers de la Floride | LNH        | 80  | 8                | 29               | 37               | 90               | --               | -- | --                   | --                   | --                   |                      |                      |
| 2006-2007  | Panthers de la Floride | LNH        | 78  | 4                | 25               | 29               | 64               | --               | -- | --                   | --                   | --                   |                      |                      |
| 2007-2008  | Panthers de la Floride | LNH        | 20  | 0                | 2                | 2                | 14               | --               | -- | --                   | --                   | --                   |                      |                      |
| 2008-2009  | Maple Leafs de Toronto | LNH        | 27  | 3                | 8                | 11               | 14               | --               | -- | --                   | --                   | --                   |                      |                      |
| Totaux LNH | Totaux LNH             | Totaux LNH | 353 | 30               | 99               | 129              | 260              | 9                | 0  | 0                    | 0                    | 0                    |                      |                      |